# Pedro de Alcalá (lexicógrafo)

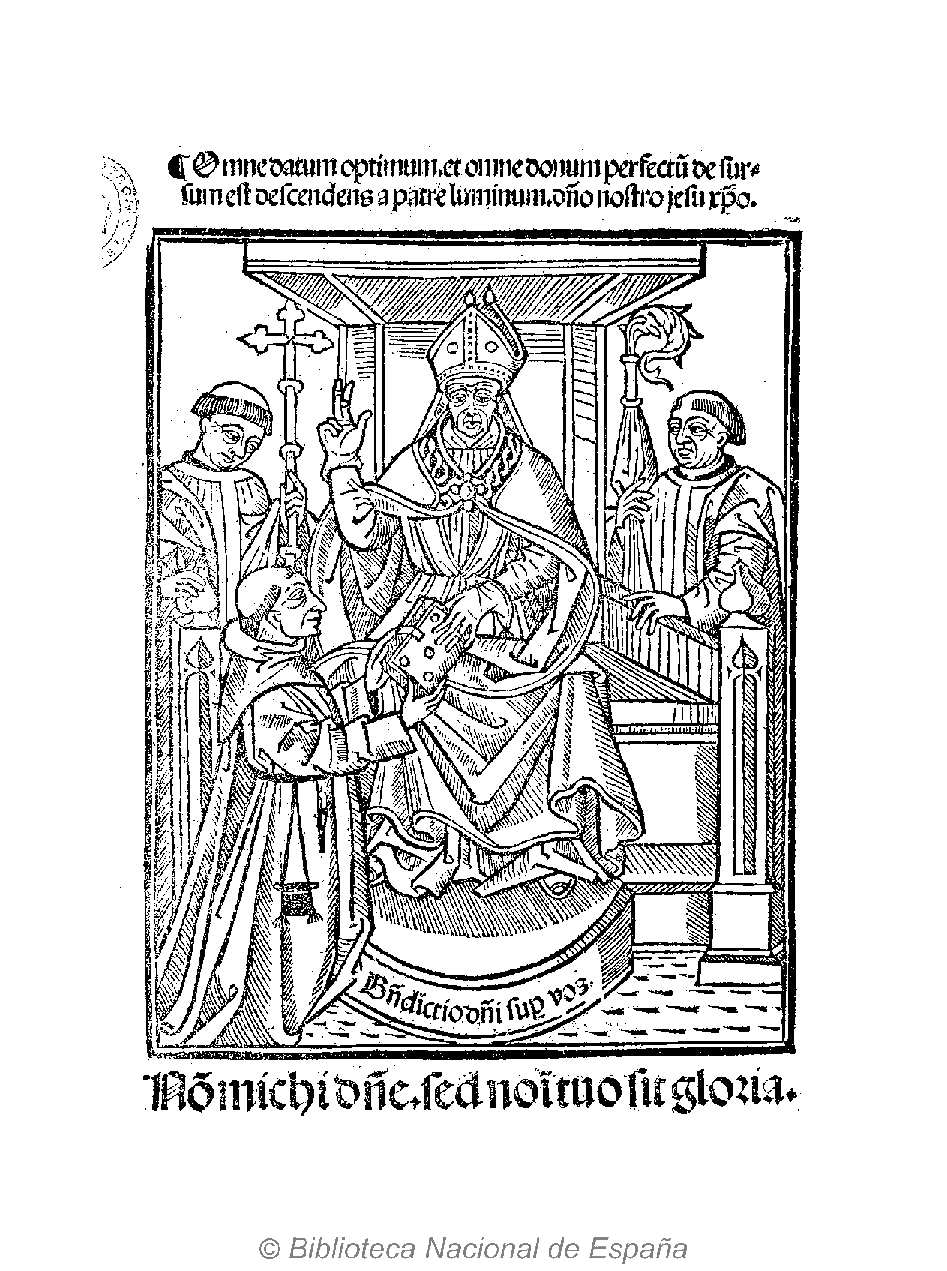
Fray Pedro de Alcalá entregando un ejemplar de su obra al arzobispo de Granada, fray Hernando de Talavera. Grabado xilográfico al verso de la portada del Vocabulista aravigo en letra castellana, Granada, 1505 (Biblioteca Nacional de España, R/2158).

Fray Pedro de Alcalá fue un religioso jerónimo nacido hacia 1455, por lo que declara en el prólogo a su obra, autor de una gramática árabe, primera en castellano, y del primer diccionario árabe-castellano.

## Biografía y obra
Es autor de la primera introducción al árabe para lectores españoles: el Arte para ligeramente saber la lengua arábiga, formado por una gramática del árabe y un catecismo de la doctrina cristiana, seguido del primer diccionario bilingüe árabe-español-árabe, el Vocabulista arábigo en letra castellana, impreso en Granada por Juan Varela de Salamanca en 1505. Las dos obras se encuentran reunidas en un solo volumen en el ejemplar R 2158 de la Biblioteca Nacional de España, con el escudo del arzobispo Hernando de Talavera en portada. Se trata de una obra única para conocer el árabe andalusí, y hasta cierto punto su cultura, al momento de acabarse la conquista de Granada. Es también el primer libro impreso del mundo en que apareció la lengua árabe, con caracteres encargados grabarse en madera. Faltarían casi diez años para la publicación en 1514, en Italia, del primer libro completo impreso en árabe (un libro de horas, Kitāb ṢalāŤ al-sawā‘ī), una forma de edición rechazada oficialmente por el Imperio otomano, donde se imprimían libros en otras lenguas para los no musulmanes, pero no hasta 1726 en árabe o turco, lengua esta que usó el alfabeto árabe hasta el fin del Imperio.
Que los dos libros de Pedro de Alcalá se imprimieran en Granada — uno de ellos en seguida reeditado — reflejan el programa del primer arzobispo de Granada, Hernando de Talavera, a quien iban dedicados, y de quien era confesor. Según su entender, se conseguiría la conversión voluntaria de los musulmanes granadinos explicándoles la religión cristiana (católica) en su propia lengua, por lo que fomentó el estudio del árabe entre los sacerdotes de su diócesis e hizo imprimir «arte y dicionario Arábigo» según su correligionario e historiador de la orden jerónima fray José de Sigüenza: 

Buscó por todas partes clérigos que tuviessen noticias de la lengua Arábiga, para que ellos les predicassen y enseñassen, pues oían en ella de mejor gana la doctrina christiana. Procuró que muchos clérigos la aprendiessen [...] mandó hacer arte y diccionario Arábigo, declarado en lengua y letra castellana; imprimiosse lo uno y lo otro a su costa y repartiólo por todo el arçobispado a sus clérigos.

Tenía por ello buena fama entre los musulmanes, quienes le llamaron "el al-fakí santo". Desde luego, las conversiones procedían sólo en muy pequeña escala, y este camino — en realidad, un fracaso — se abandonó con la llegada del intolerante Cisneros, para quien era "echar perlas a los cerdos".
No se tienen más datos biográficos que los que él mismo proporciona en el epílogo del Vocabulista, donde declara haber redactado su obra en «la muy nombrada ciudad de Granada» y se dice «muy indigno frayle de la orden del glorioso dotor san Jerónimo, contino familiar y confessor del R. Señor don fray Fernando de Talavera». Las obras estaban compuestas en 1501, pero al faltar en Granada impresor que pudiera hacerlo con caracteres árabes la impresión se retrasó hasta finales de 1504 cuando Juan de Varela llegó a la ciudad y los ejemplares estaban listos el 5 de febrero de 1505. Por sus conocimientos de la lengua árabe se ha pensado que Pedro de Alcalá fuese un morisco nacido en el Reino nazarí de Granada antes de la conquista y converso al cristianismo, aunque él dice saber poco de dicha lengua, habiéndole costado esfuerzo su estudio, al que por sus ocupaciones monásticas nunca pudo dedicar mucho tiempo:

...para aprender, si pudiese alguna alcançar de la lengua araviga: porque no sin mucha angustia de mi anima veya [...] y maguera que my ingenio sea algo y aun mucho tardinero, y no assí sotil y dispuesto para tomar nueva disciplina y sciencia, y mucho mas rudo para inventar de nuevo [...] como porque seyendo ocupado en otros servicios y officios de la sancta obediencia [...] nunca puede exercitar el estudio de las letras.

Para El Imrani, sin embargo, el dominio del árabe que demuestra en su obra indica que podía serle familiar con anterioridad y que por ello se le encomendase la tarea, pues «escribir un Vocabulista castellano-árabe con una gramática de dicha lengua no es nada fácil si no se tiene un conocimiento profundo de esa materia», que difícilmente podría haber adquirido en tan poco tiempo. Estos conocimientos profundos del árabe apoyan la hipótesis de que Alcalá fuera un converso, un cristiano nuevo, cuya primera lengua fue el árabe. De ser cierto, habría representado para Talavera un ejemplo de una conversión voluntaria.

### Convenciones
En su obra utiliza una serie de convenciones para transliterar las letras arábigas cuyos sonidos no tenían equivalente en la lengua castellana antigua. Este innovador sistema fue denominado como "la primera transcripción científica occidental del árabe" por Federico Corriente. El sistema utilizado en la obra Arte para ligeramente saber la lengua arábiga es el siguiente:
| خ  | ذ   | ث  | ع      |
| ḧa | ḋil | c̈̇e | a͑y (aͨ) |

## Obras de Pedro de Alcala
- Arte para ligeramēte saber la lēgua arauiga, Granada, sin fecha, pero anterior al siguiente. "Emendada y añadida y segunda mente imprimida", Granada, 1506.
- Vocabulista arauigo en letra castellana, Granada, 1505.
- Traducción al latín: Petri Hispani de lingua arabica libri duo, Gottingen, 1883. Reimpresa en facsímil: Osnabrück, 1971, ISBN 3535007984.
- Edición en facsímil: Arte para ligeramēte saber la lēgua arauiga, Nueva York, Hispanic Society of America, 1928.
- Edición crítica: Les textes de Pedro de Alcalá: édition critique, ed. Antoine Lonnet, París, 2002, ISBN 9042909110.
- Traducción (al latín): Tractatus de oculis, inédito hasta 2008: The treatise on the eyes by Pedro Hispano, Bologna-Lisboa, 2008, texto latino con traducción al inglés, ISBN 9896221472.

## Estudios de la obra de Pedro de Alcalá
- Corriente, Federico , El léxico árabe andalusí según P. de Alcalá (ordenado por raíces, corregido, anotado, y fonémicamente interpretado, Madrid, 1988, ISBN 8460054519.
- Corriente, Federico , El léxico árabe andalusí según el 'Vocabulista in arabico', Madrid, 1989, ISBN 8474913071.
- El Imrani, Abdelhouahab, Lexicografía hispano-árabe. Aproximación al estudio de cinco diccionarios elaborados por religiosos españoles, tesis doctoral presentada en la Universidad Complutense, Facultad de Filología, Madrid, 1998.
- Folgado García, Jesús R., «Un intento de diálogo con el mundo islámico en la España de los Reyes Católicos: la evangelización de Granada por parte de fr. Hernando de Talavera y la liturgia en arábigo de fr. Pedro de Alcalá», en El imperio y las Hispanias de Trajano a Carlos V: clasicismo y poder en el arte español, Bologna, 2014, pp. 485-492, ISBN 8873959199.
- Framiñán de Miguel, M.ª Jesús, «Catequesis "tras" la frontera: manuales para el adoctrinamiento de neoconversos en el siglo XVI», en Javier San José Lera (coord.), Praestans Labore Victor. Homenaje al profesor Víctor García de la Concha, Ediciones Universidad de Salamanca, 2005, ISBN 84-7800-490-4.
- Justel Calabozo, Braulio, El «Vocabulista» de Alcalá y su refundición por Patricio de la Torre, publicación en línea, Universidad de Alicante, Área de Estudios Árabes e Islámicos, 2011.
- Pezzi, Elena, El vocabulario de Pedro de Alcalá, Almería, 1989, ISBN 8485219902.
- Zayas, Rodrigo de, La música en el Vocabulista granadino de fray Pedro de Alcalá: 1492-1505, Sevilla, 1995, ISBN 8487062571.
- Zwartjes, Otto, «Algunas observaciones sobre el Vocabulista arauigo en letra castellana (1505) de Pedro de Alcalá y el Vocabulario español-latino (c. 1495) de Antonio de Nebrija», María Luisa Calero et al. (eds.): Métodos y resultados actuales en Historiografía de la Lingüística, pp. 753–762, Münster, 2014, ISBN 978-3-89323-020-4.

- Datos: Q23719033
- Multimedia: Pedro de Alcalá / Q23719033
- Textos: Autor:Pedro de Alcalá